# Paul Ecker
Paul Ecker (21 de maio de 1913 - 27 de fevereiro de 1979) foi um oficial alemão que serviu no Deutsches Heer durante a Segunda Guerra Mundial. Foi condecorado com a Cruz de Cavaleiro da Cruz de Ferro com Folhas de Carvalho.

## Condecorações
| Cruz de Ferro (1939) 2ª Classe                                   | 16 de novembro de 1939  |
| Cruz de Ferro (1939) 1ª Classe                                   | 11 de junho de 1940     |
| Distintivo de Feridos (1939) em Preto                            |                         |
| Distintivo de Feridos (1939) em Prata                            |                         |
| Distintivo de Feridos (1939) em Ouro                             |                         |
| Distintivo Panzer em Bronze                                      | 17 de julho de 1940     |
| Medalha da Frente Oriental                                       | 27 de novembro de 1942  |
| Cruz Germânica em Ouro                                           | 12 de março de 1943     |
| Cruz de Cavaleiro da Cruz de Ferro                               | 16 de março de 1944     |
| Cruz de Cavaleiro da Cruz de Ferro com Folhas de Carvalho nº 634 | 28 de outubro de 1944   |
| Mencionado na Wehrmachtbericht                                   | 28 de fevereiro de 1944 |